# Gregory Franchi

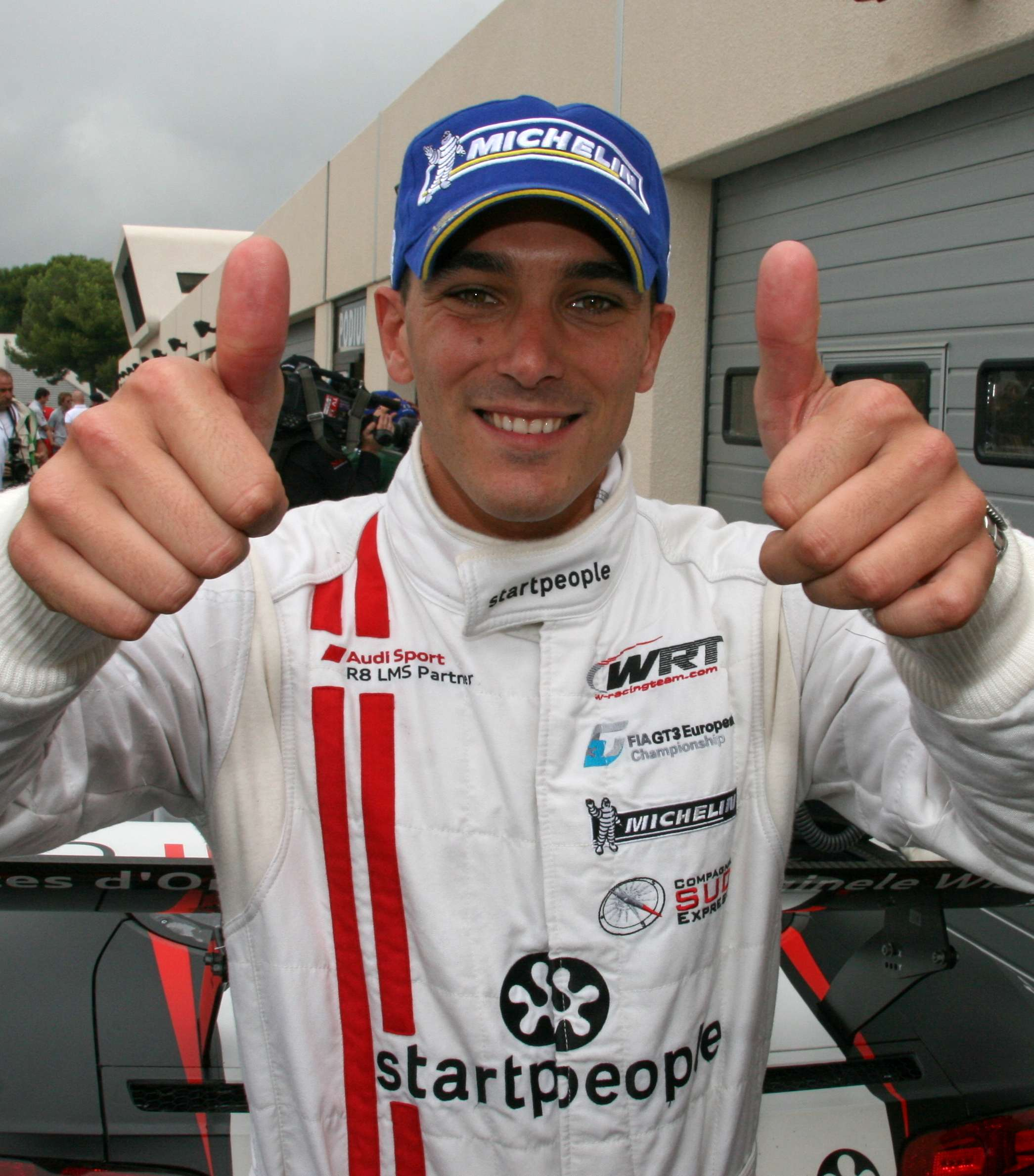
Gregory Franchi

Gregory "Greg" Franchi (Flémalle, 6 april 1982) is een Belgisch autocoureur.

## Carrière

### Karting
Franchi begon zijn autosportcarrière in het karting in 2000 en eindigde op de 36e plaats in het Europees kampioenschap Formule A.

### Formule Ford
In 2001 maakte Franchi de overstap naar het formuleracing, waarbij hij zijn debuut maakte in de Franse Formule Ford, waarin hij het kampioenschap als tweede eindigde.

### Formule Renault 2.0
Na één race in de Eurocup Formule Renault 2.0 in 2001 op het Autódromo do Estoril, nam hij in 2002 deel aan een volledig seizoen in het kampioenschap voor het ADM Junior Team. Hij eindigde op de 39e plaats in het klassement, waarin hij geen punten scoorde en een achttiende plaats op Silverstone zijn beste resultaat was.

### Formule 3
In 2003 maakte Franchi zijn Formule 3-debuut in het Italiaanse Formule 3-kampioenschap bij het team Lucidi Motors. Hij behaalde vier podiumplaatsen en werd zo achter Fausto Ippoliti en Christian Montanari als derde in de eindstand met 78 punten. Daarnaast was hij gastcoureur in het Britse Formule 3-kampioenschap tijdens het raceweekend op Spa-Francorchamps.
In 2004 stapte Franchi over naar de Formule 3 Euroseries, waarin hij uitkwam voor het OPEL Team Signature. Met een veertiende plaats op de Norisring als beste resultaat eindigde hij puntloos op de 29e plaats in het kampioenschap. In 2005 stapte hij over naar het Prema Powerteam en verbeterde zichzelf naar een zeventiende plaats met elf punten, waarbij een vierde plaats op het Circuit Park Zandvoort zijn beste klassering was.

### Formule Renault 3.5 Series
In 2006 maakte Franchi de overstap naar de Formule Renault 3.5 Series, waarin hij zijn samenwerking met Prema voortzette. Hij behaalde één podiumplaats op het Circuit de Monaco, maar dit was zijn enige puntenfinish van het seizoen waardoor hij 25e werd in de eindstand met 10 punten.

### Touring cars en GT-auto's
In 2007 maakte Franchi de overstap naar de touring cars en de GT-racerij, waarin hij deelnam aan de Eurocup Mégane Trophy. Op de Hungaroring won hij zijn eerste race in de autosport en werd elfde in het eindklassement met 37 punten. Daarnaast reed hij in de Le Mans Series en eindigde op de achttiende plaats in het kampioenschap met 14 punten.
In 2008 eindigde Franchi op de vierde plaats in de Belcar en als veertiende in de FIA GT. Na een pauze in 2009 keerde hij in 2010 terug in het Franse GT-kampioenschap, die hij als negende afsloot. In 2011 maakte hij de overstap naar de Blancpain Endurance Series, waarin hij kampioen werd, onder meer door met zijn teamgenoten Timo Scheider en Mattias Ekström de 24 uur van Spa-Francorchamps te winnen. Hierna bleef hij nog twee jaar in dit kampioenschap rijden, met een achtste plaats in 2012 en een 24e plaats in 2013. Hierna heeft hij niet meer in grote internationale kampioenschappen gereden.